# Psycho Circus (singolo)
Psycho Circus è un brano del gruppo hard rock Kiss pubblicato per la prima volta all'interno dell'omonimo album del 1998.

## La canzone
Psycho Circus è stata scritta dal chitarrista Paul Stanley in collaborazione con Curtis Cuomo. È stata estratta come singolo poco dopo la pubblicazione dell'album, assieme al brano In Your Face, pubblicato come Lato B. Quest'ultimo brano, composto da Gene Simmons e cantato dal chitarrista Ace Frehley, non è stato pubblicato nell'album Psycho Circus.
Il singolo, uscito in quattro diverse copertine, ognuna raffigurante un membro della band, riscuoterà successo soprattutto nei Paesi Scandinavi: in Svezia raggiungerà la quarta posizione mentre in Norvegia l'ottava. Negli Stati Uniti si posizionerà invece al primo posto nella classifica delle canzoni rock di maggior successo.
Per promuovere il singolo è stato realizzato anche un video sfruttando la tecnica del 3-D, diretto da James Hurlburt e prodotto da Doc McGhee e Eddie Vasker. Tuttavia il video ha trovato poco spazio all'interno delle emittenti televisive, soprattutto in MTV. La canzone è stata candidata per il premio Grammy Best Hard Rock Performance del 1999, giungendo infine seconda dietro Jimmy Page e Robert Plant.

## Cover
- Una singolare interpretazione del brano in versione elettronica, ad opera dell'artista UmbOzzy, è presente nel CD Kissed By Kiss (che comprende 22 cover di brani dei Kiss suonate da band italiane), allegato al libro omonimo (Celtic Moon Edizioni, 2014), enciclopedia kissiana dedicata alle collaborazioni che i singoli membri dei Kiss hanno effettuato con altri artisti.

## Tracce
- Lato A: Psycho Circus[4]
- Lato B: In Your Face[5]

## Formazione
- Gene Simmons - basso nella seconda traccia
- Paul Stanley - chitarra solista nella prima traccia[6], chitarra ritmica nella seconda traccia, voce principale nella prima traccia
- Ace Frehley - chitarra solista e voce principale nella seconda traccia
- Peter Criss - batteria[7]

### Collaboratori
- Tommy Thayer - chitarra solista nella prima traccia[6]
- Bruce Kulick - basso nella prima traccia[6]
- Kevin Valentine - batteria[6]